# Unipol
Unipol Gruppo S.p.A. er en italiensk finanskoncern, der driver forsikringsselskab, bank og investerer i fast ejendom. Hovedkvarteret er i Unipol Tower i Bologna. Unipol er børsnoteret på Borsa Italiano og den største aktionær er Finsoe (31,4%). 
Unipol Assicurazioni blev etableret i 1962 i Bologna, som et kooperativ der udbyder forsikringer. I 1998 etablerede de bankdivisionen Unipol Banca.